# کالی‌کات
کالی‌کات (به انگلیسی: Caldecott) یک روستا در بریتانیا است که در آکسفوردشر واقع شده‌است.